# 2015 في المغرب
تحتوي هذه المقالة على أهم الأحداث التي شهدتها المغرب في 2015، إضافة إلى أهم الشخصيات المغربية المولودة والمتوفية في هذه السنة.

## الحكم
- الملك: محمد السادس
- رئيس الحكومة: عبد الإله ابن كيران
- وزير الداخلية: محمد حصاد

## الأحـداث
- سلط الإعلام المغربي والدولي الضوء، لأشهر متواصلة، على فيلم "الزين اللي فيك"، الذي أثار ضجة واسعة في البلاد، وتم حظر بثه في جميع القنوات المغربية بسبب مشاهده الإباحية.

## رياضة
- فاز نادي الوداد البيضاوي بــ البطولة - الدوري المغربي لكرة القدم 2014–2015.
- فاز نادي أولمبيك خريبكة بــ كأس العرش 2015.

- من 6 إلى 12 أبريل 2015 – بطولة الدار البيضاء للتنس 2015

## أفلام
من الأفلام التي صدرت هذه السنة في المغرب:
- الزين اللي فيك من إخراج نبيل عيوش.
- جوع كلبك من إخراج هشام العسري.
- شهادة حياة
- عايدة من إخراج إدريس المريني.
- ملكة الصحراء من إخراج فرنر هرتزوغ.
- حياة قاصرة (فيلم) للمخرج سمحمد فتاكة.[1]

## كـتب
- نشأة الفكر السياسي الإسلامي وتطوره - امحمد جبرون.[2]

## جـوائز
- 12 فبراير 2015 - فاز الكاتب والروائي المغربي محمد برادة، بـ جائزة المغرب للكتاب، عن روايته «بعيداً عن الضوضاء قريباً من السكات».[3]

## وفيات

### يناير
- 1 يناير - عبد اللطيف بربيش (81 سنة) طبيب مغربي أستاذ الطب الباطني.
- 23 يناير - محمد بوزوبع (76 سنة) مطرب مغربي.
- 29 يناير - زينب السمايكي (61 سنة) ممثلة مغربية.

### فبراير
- 1 فبراير - أحمد بنجلون (76 سنة) سياسي مغربي.
- 14 فبراير – عموري مبارك (مواليد 1951) مغني مغربي.
- 20 فبراير – عبد السلام الهراس (مواليد 1930) باحث ومحقق ومفكر ومترجم وداعية مغربي.
- 21 فبراير – محمد الكورش (مواليد 1936) درّاج طريق مغربي.

### أبريل
- 2 أبريل – عبد الهادي التازي (مواليد 1921)
- 6 أبريل – محمد الجفان، إعلامي مذيع مغربي.
- 16 أبريل – إدريس باموس (مواليد 1942) لاعب كرة قدم مغربي.

### مايو
- 4 مايو – سوليداد كازورلا (مواليد 1955) ناشطة إسبانية ضد العنف ضد المرأة.
- 14 ماي - فاطمة بنمزيان (مواليد 1944) ممثلة مغربية.
- 20 مايو – عبد العزيز بناني (مواليد 1935) ضابط مغربي.

### يوليو
- 25 يوليو – محمد العربي المساري (مواليد 1936)

### أغسطس
- 2 أغسطس – محمود غينيا (مواليد 1951)
- 22 أغسطس – مريم منت الحسان (مواليد 1958) مغنية و فتاة هوى.

### سبتمبر
- 29 سبتمبر - محمد بوشناق (50 سنة) مغني مغربي.

### نوفمبر
- 3 نوفمبر - لبنى فاسيكي ممثلة مغربية.
- 30 نوفمبر – فاطمة مرنيسي (مواليد 1940)

### ديسمبر
- 17 ديسمبر - إدريس باموس (72 سنة) لاعب كرة قدم مغربي.
- 16 ديسمبر – زليخة نصري (مواليد 1935)

## الـمراجع
1. ↑  "حياة قاصرة" للمخرج فتاكة .. فيلمٌ مغربي يمزج بين الشِّعر والجنونة نسخة محفوظة 28 يناير 2021 على موقع واي باك مشين.
2. ↑  "المفكر المغربي امحمد جبرون للجزيرة نت: الفكر السياسي الإسلامي ابن بيئته ويعكس خصائص عصر التدوين". الجزيرة.نت. مؤرشف من الأصل في 2023-10-21. اطلع عليه بتاريخ 2023-10-14.
3. ↑  محمد برادة يفوز بجائزة المغرب للكتاب عن الرواية نسخة محفوظة 2023-05-25 على موقع واي باك مشين.

## وصلات خارجية
- ا